# Sonde (Medizin)
Unter einer Sonde versteht man in der Medizin ein Instrument zur medizinischen Untersuchung oder Therapie schwer zugänglicher Körperstellen. Je nach Anwendungsbereich unterscheidet man folgende Sonden:

## Wundsonden

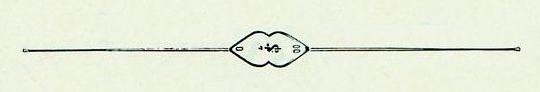
Knopfsonde

Wundsonden sind Instrumente, die dazu benutzt werden, Wundhöhlen oder Fistelkanäle zu sondieren, um ihre Tiefe und Richtung zu beurteilen oder um Fremdkörper ausfindig zu machen. Hierzu gehört auch die Knopfsonde, beziehungsweise die Fistelsonde.
Zur operativen Entfernung von Blasensteinen mittels Steinschnitt entwickelte der italienische Chirurg Santo Mariano (1488–zwischen 1565 und 1596) eine Perinealsonde.

## Untersuchungssonden
- Sonde (Zahnmedizin)
- Biopsiesonde nach Sedan
- Spiralsonde nach Blacklund zur Biopsie
- Blasensonde zur urodynamischen Messung[2]
- Kehlkopfsonde nach Schrötter[3]
- Stirnhöhlensonde nach Killian[4]
- Augensonde nach Bowman
- Tränenkanalsonde

## Chirurgische Sonden
- Dekompressionssonde bei Lumenerweiterung des Colons[5]
- Dennis-Sonde nach Miller-Abbott, Dreilumige Ileus-Sonde für die gastrointestinale Dekompression.[6]
- Dilatations-Sonden zur Öffnung obstruierter Stirnhöhlenöffnungen
- Dissektionssonde nach Bunnell zur Sehnenplastik
- Cantorsonde zum Absaugen von Darmsekret
- Myrtenblattsonde[7]
- Hohlsonde[7]

## Ernährungssonden

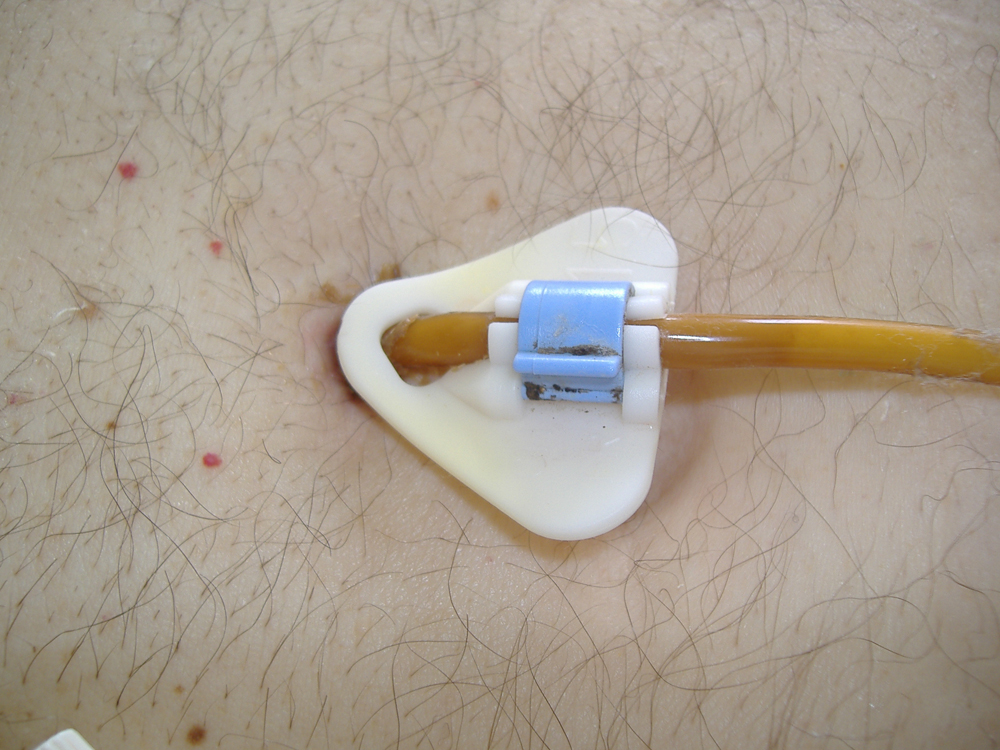
PEG-Sonde

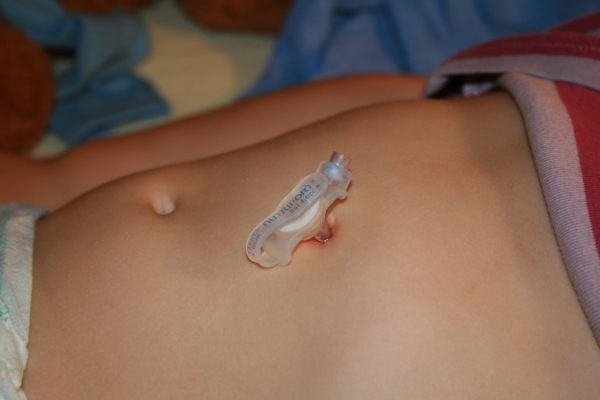
Button-Sonde (Nutriport)

In der Intensivmedizin und in der Gesundheits- und Krankenpflege werden dünne PVC-Schläuche zur enteralen Ernährung als Sonden bezeichnet. Sie können auch zur diagnostischen Entnahme von Magen- oder Duodenalsaft dienen. Man unterscheidet nach Mündung der Sonde:
- Duodenalsonde nach Levin, mit welcher der Duodenalinhalt zwecks Untersuchung auf Krankheitserreger oder zur Ruhigstellung abgeleitet oder eine Ernährung unter Umgehung des Kau- und Schluckapparats und des Magens ermöglicht wird. Eine Duodenalsonde hatte 1909 bereits Max Eichhorn (1862–1953)[9] beschrieben.
- Jejunalsonde (PEJ) ist ein Schlauch, der durch Nase oder Mund via Rachen und Speiseröhre bis in einen Teil des Dünndarms geführt wird.[10]
- JET-PEG
- Magensonde
- Nasensonde
- PEG-Magensonde zur perkutanen endoskopischen Gastrostomie. Die Sonde wird direkt durch die Bauchdecke in den Magen gelegt.
- Knopfmagensonde  (Button-Sonde)

## Gynäkologische Sonden
- Vaginalsonde, ein Stab-Schallkopf, der vaginal eingeführt wird und ein seitlich-frontales Schnittbild erzeugt.[11]
- Uterussonde[12]
  - Uterussonde nach Martin
  - Uterussonde nach Sims

## Bildgebende Sonden

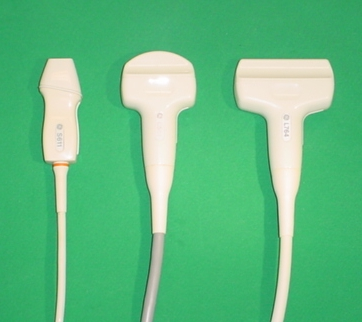
Ultraschallsonden von links nach rechts: Sektorscanner, Konvexscanner, Linearscanner

- Ultraschallsonde ist der Teil eines Ultraschallgeräts, der den Kontakt zwischen untersuchtem Patienten und der Signalprozessoreinheit herstellt. Die Ultraschallsonde sendet und empfängt Ultraschallwellen, wandelt diese in elektrische Impulse um und leitet sie zur Verarbeitung weiter.
- Rektalsonde, ein Stab-Schallkopf, der rektal zur Untersuchung der Prostata oder des Rektums eingeführt wird und ein radiales und seitlich-frontales Schnittbild erzeugt.[13]
- Gefäßsonde, mit der intravaskulärer Ultraschall (IVUS) erzeugt wird. Es handelt sich um dünne Sonden, die direkt in Gefäße eingebracht werden, um diese von innen zu untersuchen und eine exakte Analyse der Gefäßwand durchzuführen.[14]

## Blutstillungssonden
- Ösophagussonde zur Blutstillung mittels aufblasbarer Ballons in der Speiseröhre.[15]
  - Sengstaken-Blakemore-Sonde
  - Linton-Nachlas-Sonde

## Kardiologische Sonden

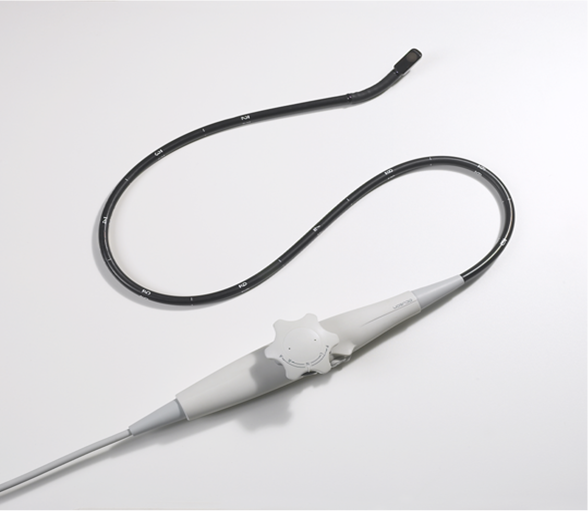
TEE-Sonde

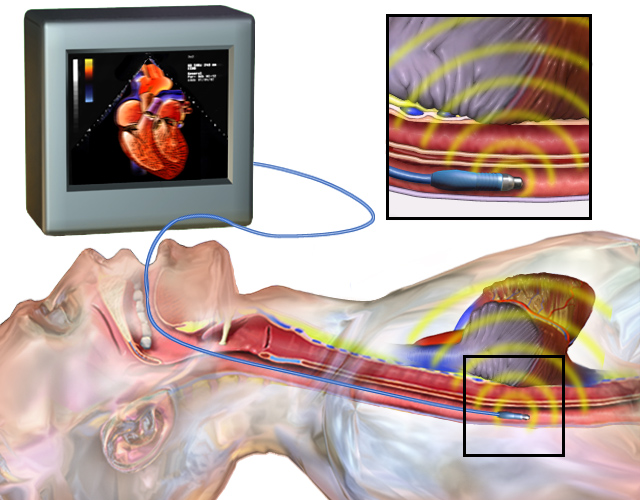
Transösophageale Echokardiographie

- Schrittmachersonde zur elektrischen Stimulation des Herzmuskels[16]
- TEE-Sonde zur transösophagealen Echokardiografie (englisch transesophageal echocardiography, Abk. TEE), auch Schluckecho genannt. Die Sonde hat die Form eines Endoskops (ohne Optik) und wird in die Speiseröhre eingeführt, um das Herz von hinten zu betrachten und dabei die für den Schall undurchdringlichen Rippen und die Lunge zu umgehen und so eine gute Darstellung der Herzvorhöfe zu erreichen.
- Ultraschallsonde zur intrakardialen Echokardiographie (ICE), Ultraschall-Katheter, der direkt in eine Herzhöhle gelegt wird und von dort aus Bilder mit höchster Auflösung erlaubt.[17]
- Transvenöse Pace–Sense–Sonde[18]

## Gensonden
Gensonden sind zum Zwecke des Aufspüren oder Detektierens mit Markermolekülen verbunden, die eine komplementäre Basensequenz zum gesuchten Gen aufweisen und sich an die passende DNA-Sequenz einer (immobilisierten) DNA anlagern können.